# Amaurodon
Amaurodon — рід грибів родини телефорові (Thelephoraceae). Назва вперше опублікована 1888 року.

## Класифікація
Згідно з базою MycoBank до роду Amaurodon відносять 10 видів:
- Amaurodon aeruginascens
- Amaurodon angulisporus
- Amaurodon aquicoeruleus
- Amaurodon atrocyaneus
- Amaurodon cyaneus
- Amaurodon hydnoides
- Amaurodon mustialaensis
- Amaurodon sumatranus
- Amaurodon viridis
- Amaurodon wakefieldiae